# Grace Wales Bonner

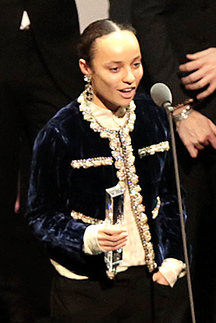
Grace Wales Bonner in 2015

Grace Wales Bonner (Londen, 1992) is een Brits-Jamaicaanse modeontwerpster.

## Biografie
Grace Wales Bonner is de dochter van een Britse moeder en een Jamaicaanse vader. In 2014 studeerde ze af aan de Central Saint Martins College en startte met het label Wales Bonner. Ze werkte al samen met Manolo Blahnik en Dior (Maria Grazia Chiuri) en Adidas Originals

## Erkentelijkheden
- 2014 - L'Oréal Professionnel Talent award met haar eindwerk "Afrique".
- 2016 - LVMH-Prize[1]
- 2017 - Plaats 41 op de Dazed 100 lijst[2]
- 2020 - Staat in de Powerlist, een lijst van invloiedrijke Britten van Afrikaanse of Afro-Caraïbisch oorsprong.
- 2021 - Finaliste voor de Grand Prix van het ANDAM.[3]